# Boulsa
Boulsa este un oraș din provincia Namentenga, Burkina Faso.